# Закаснели пубертет
Закаснели или одложени пубертет је стање у коме не долази до психичко-физичког развоја и знакова пубертета пре 15. године живота. Испољава се далеко чешће код дечака него код девојчица.
Узроци могу бити генетички (наследни), или су повезани са променама на нивоу хипоталамуса, односно хипофизе.

## Клиничка слика
Клиничка слика зависи од времена када се поремећај испољава. Обично је реч о дечацима који су и у годинама пре пубертета испољавали општи успорени телесни развој са споријим ницањем и сменом зуба, нижим растом, често споријим психичким сазревањем, а некада и склоношћу гојазности. С обзиром да код њихових вршњака између 12. и 14. године долази до наглог пораста телесне висине и појаве знакова полног сазревања, дечаци са закаснелим пубертетом постају у том добу нарочито упадљиви по свом нижем расту и изостанку знакова пубертета. Таква ситуација може бити узрок значајних емоционалних и психичких проблема. Обично се у узрасту од 16. до 18. године запажа спонтана појава знакова пубертета, при чему је ток полног сазревања, као и коначна висина, углавном у границама нормале.
Закаснели пубертет код девојчица, тј. изостанак полног сазревања у узрасту 10-12. године, захтева знатно већу пажњу и обазривост, јет постоји могућност да је реч о неком облику примарног или секундарног хипогонадизма (недовољне развијености полних жлезда).

## Дијагноза и лечење
Дијагноза се поставља на основу анамнезе (породична анамнеза), клиничке слике, објективног прегледа и одређивања нивоа хормона.
Дечаци и девојчице са фамилијарним типом закаснелог пубертета без терапије у каснијем периоду постижу пуну зрелост и најчешће су вишег раста. Код другог типа закаснелог пубертета се лечи основно обољење.